# Syrdarja
Syrdarja (uzbecky Sirdaryo, kazašsky Сырдария, tádžicky Сирдарё, rusky Сырдарья, ve starověku nazývaná Jaxartes) je nejdelší řeka ve Střední Asii. Je v této oblasti druhá nejvodnější po Amudarje. Protéká šesti vilajáty Uzbekistánu (Andižanský, Namanganský, Ferganský, Taškentský, Džizzacký, Syrdarjinský), Sogdijským vilájetem v Tádžikistánu a dvěma oblastmi Kazachstánu (Turkestánská a Kyzylordská oblast). Vzniká soutokem řek Naryn a Karadarja a ústí do Malého Aralského jezera. Její délka činí 2 212 km od soutoku Narynu s Karadarjou (3 019 km od pramenů Narynu). Povodí má rozlohu 219 000 km².

## Povodí
Oblast povodí má protáhlý tvar z jihovýchodu na severozápad. Jihovýchodní část má horský a severozápadní rovinný charakter. Rozvodí je nevýrazné a tak je velikost povodí přijata dohodou. Povodí Syrdarji představuje složitý systém propletených přírodních i umělých vodních toků, kanálů a kolektorů, přičemž délka kanálů a kolektorů značně převyšuje délku říční sítě.

## Průběh toku
Zdrojnice Syrdarji, řeky Naryn a Karadarja ve Ferganské dolině, stejně jako i vlastní Syrdarja tečou širokým úvalem (3 až 5 km). ZS hor obklopujících dolinu stéká velké množství přítoků. Zprava to jsou Kasansaj, Gavasaj, Čaadaksaj a zleva Isfajramsaj, Šachimardan, Soch, Isfara, Chodžabakirgan. Přitom téměř žádný z nich nedotéká do Syrdarji, protože jsou rozebírány na zavlažování nebo se ztrácejí v rozsáhlých naplaveninách. Z řek, které stékají do doliny, vede přibližně 700 kanálů a z vlastní Syrdarji dalších 50. Největší kanály jsou:
- Z Narynu
  - Velký Ferganský kanál (s podporou z Karadarji)
  - Velký Andižanský kanál
  - Severní Ferganský kanál
- Z Karadarji
  - Andižansaj
  - Šaarichansaj
  - Savaj
- Ze Syrdarji
  - imeni Achunbabaeva

Do horských řek a Syrdarji stéká voda z více než 100 kolektorů a přivaděčů z toho (43 do Karadarji a 45 do Syrdarji). Největší kolektory jsou Sarysu, Karagugon, Severebagdadskij.
Při odtoku z Ferganské doliny Syrdarja protíná Farchadské hory a vytváří zde Begovatské peřeje. Poté se otáčí na severozápad a teče rozsáhlým, místy bažinatým, úvalem, který je široký 10 až 15 km. Protíná tak Taškentskohladovostepní depresi. Na středním toku mezi Ferganskou dolinou a Čardarinskou přehradou přijímá přítoky Achangaran, Čirčik a Keles. Z Farchadského hydrouzlu (Farchadská přehrada) odtéká Jižní Hladovostepní kanál.
Na dolním toku protéká východním okrajem pouště Kyzylkum. Koryto řeky je zde vyzdviženo nad okolní krajinu, je velmi členité a nestálé. Jsou zde časté povodně. Posledním přítokem je Arys. Malé řeky, které stékají ze hřbetu Karatau, do Syrdarji nedotékají. V ústí do Aralského jezera (resp. jeho severní části) vytváří Syrdarja deltu s mnohými rameny, průtoky, jezery (Kamyslybas) a bažinami. Při menších vodních stavech však vůbec do Aralského jezera nedotéká.

## Vodní režim
Velikost průtoku je závislá na vodním režimu v horské části povodí. Zdroj vody je převážně sněhový, v menší míře pak ledovcový a dešťový. Nejvyšší vodnost je na jaře a v létě (od března až dubna do srpna až září). V rovinné části povodí je vodní režim řeky narušen a vodnost se zmenšuje a to především v souvislosti s využíváním vody na zavlažování. Průměrný dlouhodobý průtok je
- 434 m³/s na Narynu u vesnice Uč-Kurgan,
- 122 m³/s na Karadarje u vesnice Kampyrravat,

a na Syrdarje:
- 492 m³/s u vesnice Kal pod soutokem Narynu a Karadarji,
- 566 m³/s při odtoku z Ferganské doliny,
- 703 m³/s pod ústím Čirčiku,
- 446 m³/s u města Kazalinsk.

Průměrný celkový roční průtok řek při odtoku z hor je 37,8 km³ a u Kazalinsku 14,1 km³. Tzn. že se v této oblasti spotřebuje 23,7 km³ vody za rok, neboli 63 % veškeré vody přitékající z hor.

## Využití

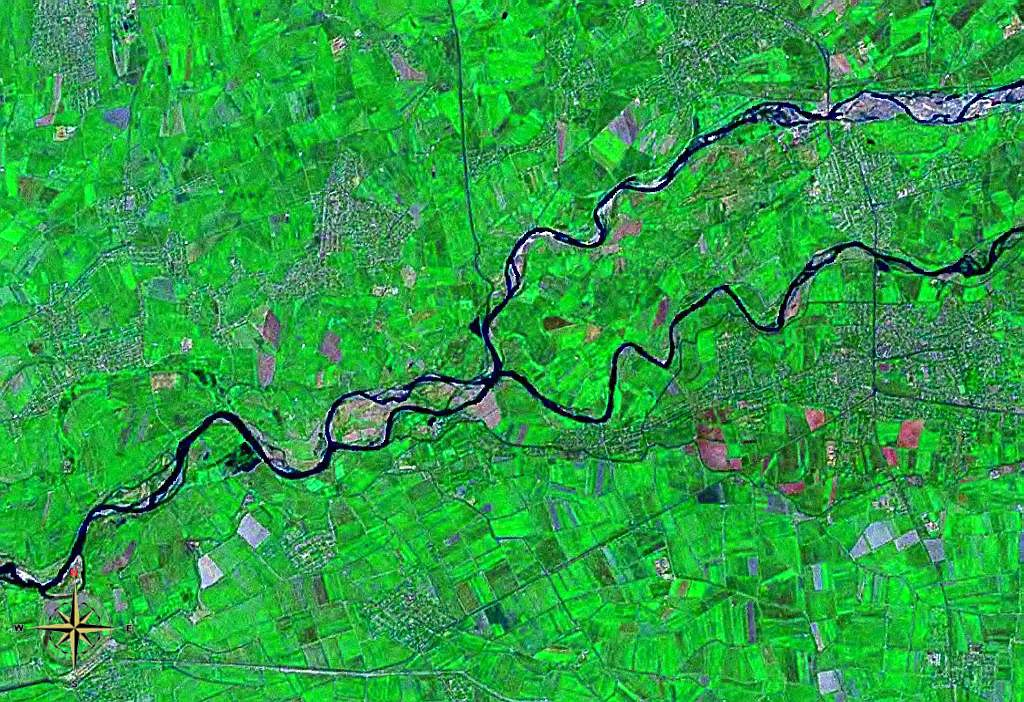
Soutok Narynu a Karadarji ze satelitu (upravené barvy). Je zde vidět velké plochy obdělávané půdy

Už v roce 1970 bylo zavlažováno 22 000 km² půdy. Do kanálů bylo odvedeno 40 km³ vody a kolektory přiváděno 13 km³. Odtok regulují přehrady, z nichž největší jsou (Kajrakkumská (objem 4,2 km³), Farchadská (objem 0,35 km³) a Čardarinská (objem 5,7 km³) na Syrdarje, Toktogulská (objem 19,5 km³) na Narynu a Andižanská (objem 1,6 km³) na Karadarje. Syrdarja je splavná na oddělených úsecích od ústí do Bekabadu. Průmyslově lovené ryby jsou kapři, sumci, boleni, oukleje, usači, cejni, štiky, okouni. Na řece leží města Chudžand (Tádžikistán), Bekabad (Uzbekistán), Čardara, Kyzyl-Orda, Kazalinsk (Kazachstán).